# Яйский нефтеперерабатывающий завод
Яйский нефтеперераба́тывающий заво́д — предприятие по глубокой переработке нефти, расположенное рядом с городом Анжеро-Судженск Кемеровской области. Планируемая мощность после ввода в экспулатацию первой очереди завода — 3 млн тонн нефтепродуктов в год с глубиной переработки 92 %. По данным 2018 года, мощность завода составляет 3,3 млн тонн, глубина переработки 76 %. По итогам 2020 года глубина переработки нефти составила 98,9 %

## История строительства
Строительство началось в 2008 году. Возведение первой очереди обошлось в 14,5 млрд руб., из них более 60 % профинансировал Сбербанк.
Пусконаладочные работы первой очереди завода начались в октябре 2012 года, по их завершении первая очередь выйдет на проектную мощность — 3 миллиона тонн нефти в год.

### Проектируемая мощность
Второй и третий этапы строительства должны были быть завершены к 2015 и 2017 году соответственно.
Однако ни вторая, ни третья очереди завода в указанные сроки в строй так и не вступили.
По данным 2018 года, ввод второй очереди планировался на 2020 год. К июлю 2019 года на стройке было смонтировано 97 % необходимых металлоконструкций. Общий объём инвестиций за 2007—2019 годы оценивается в 50,2 млрд рублей. Необходимые финансовые вложения в 3-ю очередь оцениваются в 55 млрд рублей.
12 февраля 2021 года на предприятии введена в эксплуатацию комбинированная установка переработки прямогонных бензиновых фракций УК-1, что позволит предприятию ежегодно выпускать до 700 тысяч тонн автомобильного бензина стандарта Евро-5. Компания «НефтеХимСервис» объявила об успешном завершении второго этапа строительства Яйского нефтеперерабатывающего завода.
20 апреля 2023 года компания «НефтеХимСервис» объявила об официальном старте строительства третьей очереди завода. Строительство планируется завершить к 2027 году.
После завершения строительства мощность Яйского НПЗ должна составлять 6 миллионов тонн нефти в год с глубиной переработки 92 %. Причём внутреннее потребление Кемеровской области оценивается более 3 млн тонн в год.

## Продукция
Планируется, что основной продукцией предприятия на первом этапе будет фракция лёгкая технологическая, топливо технологическое, нефтяной кокс для алюминиевой промышленности, судовой и топливный мазут (М100).
Согласно технологической схеме в состав оборудования Яйского НПЗ включёны: установка первичной переработки нефти ЭЛОУ-АВТ, гидроочистка дизельного топлива, гидрокрекинг, установка замедленного коксования, риформинг с блоком изомеризации, аминовая очистка от сероводорода, установка производства серы, объекты общезаводского хозяйства, железнодорожная станция полного цикла с эстакадой приёма нефти и отгрузки товарной продукции, приёмо-сдаточный пункт нефти и трубопровод, соединяющий площадку Яйского НПЗ с нефтеперекачивающей станцией Анжеро-Судженск.
В качестве основной продукции первой очереди строительства Яйского НПЗ планируется фракция лёгкая технологическая, топливо технологическое и мазут топочный. Предварительно, в результате реализации второй очереди строительства ЯНПЗ, кроме вышеуказанных фракции лёгкой технологической и топлива технологического, планируются вакуумный газойль, кокс нефтяной малосернистый и сера комовая (мазут топочный производиться не будет). Предполагается, что качества дизельного топлива будет удовлетворять стандарту Евро-5. Также комплекс по переработке прямогонного бензина на площадке Яйского НПЗ позволит предприятию выпускать более 700 000 тонн бензина стандарта Евро-5 в год.

## Нефтехимсервис
В 2015 году выручка компании составила 60,6 млрд рублей. В 2020 году выручка «Нефтехимсервиса» составила 64,1 млрд рублей.
Основателями и акционерами (по 50 % долей) являются Александр Говор и Юрий Кушнеров. В декабре 2021 года компания купила своих ближайших конкурентов — ООО «Анжерская нефтегазовая компания» (нефтеперерабатывающий завод годовой мощностью около 1,3 млн т в Анжеро-Судженске) и ООО «НПЗ „Северный Кузбасс“».

## Интересный факт
Несмотря на своё название, завод расположен не в посёлке Яя, а в черте Анжеро-Судженска.